# Osmia inspergens
Osmia inspergens là một loài Hymenoptera trong họ Megachilidae. Loài này được Lovell & Cockerell mô tả khoa học năm 1907.

## Hình ảnh

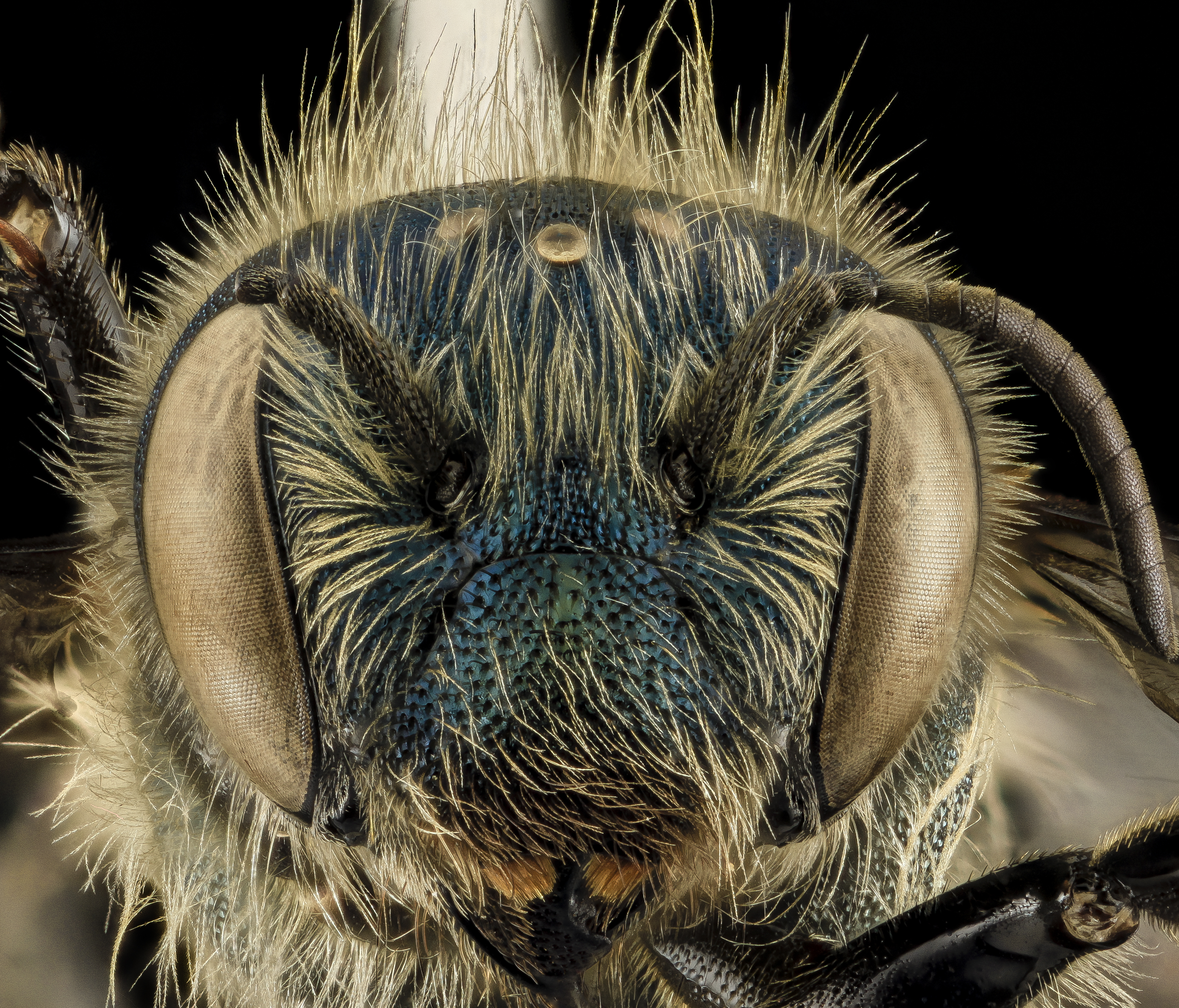
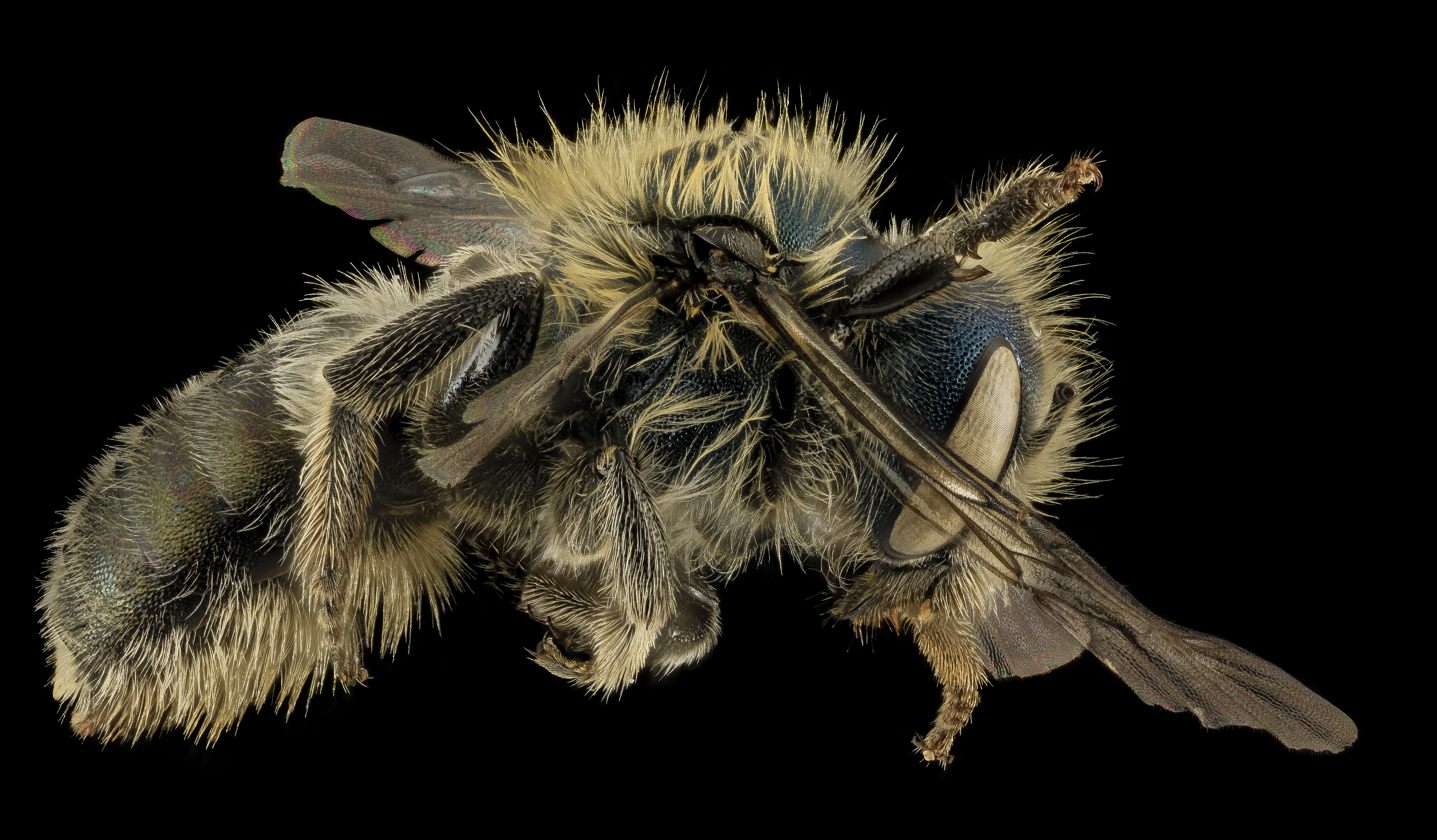